# Eusparassus pontii
Eusparassus pontii là một loài nhện trong họ Sparassidae.
Loài này thuộc chi Eusparassus. Eusparassus pontii được Lodovico di Caporiacco miêu tả năm 1935.